# Піаніно

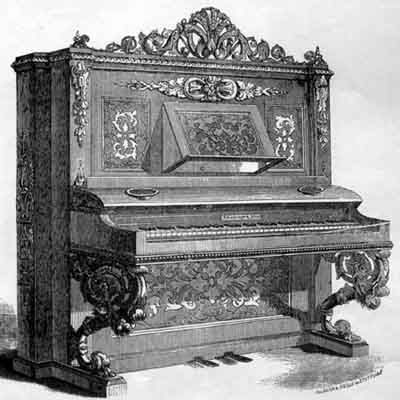
Піаніно Schiedmayer & Söhne (Штутгарт) на виставці в Лондоні в 1851 р.

Піані́но (італ. pianino — маленьке фортепіано) — музичний інструмент, різновид фортепіано, в якому струни, дека і механічна частина розташовані вертикально, а не горизонтально, внаслідок чого піаніно займає значно менше місця, ніж рояль. Перше піаніно було сконструйоване у 1800 році Джоном Гокінсом (англ. John Isaac Hawkins). Але сучасну форму піаніно отримало лише в середині 19 сторіччя (чавунна рама, перехресні струни, механіка з нижнім і верхнім розташуванням демпферів). Найпоширеніші кабіне́тні піані́но мають ширину корпусу по клавіатурі 1450–1500 мм і висоту близько 1250–1400 мм, мають діапазон в 7 октав (від A2 до с5, іноді до a4).

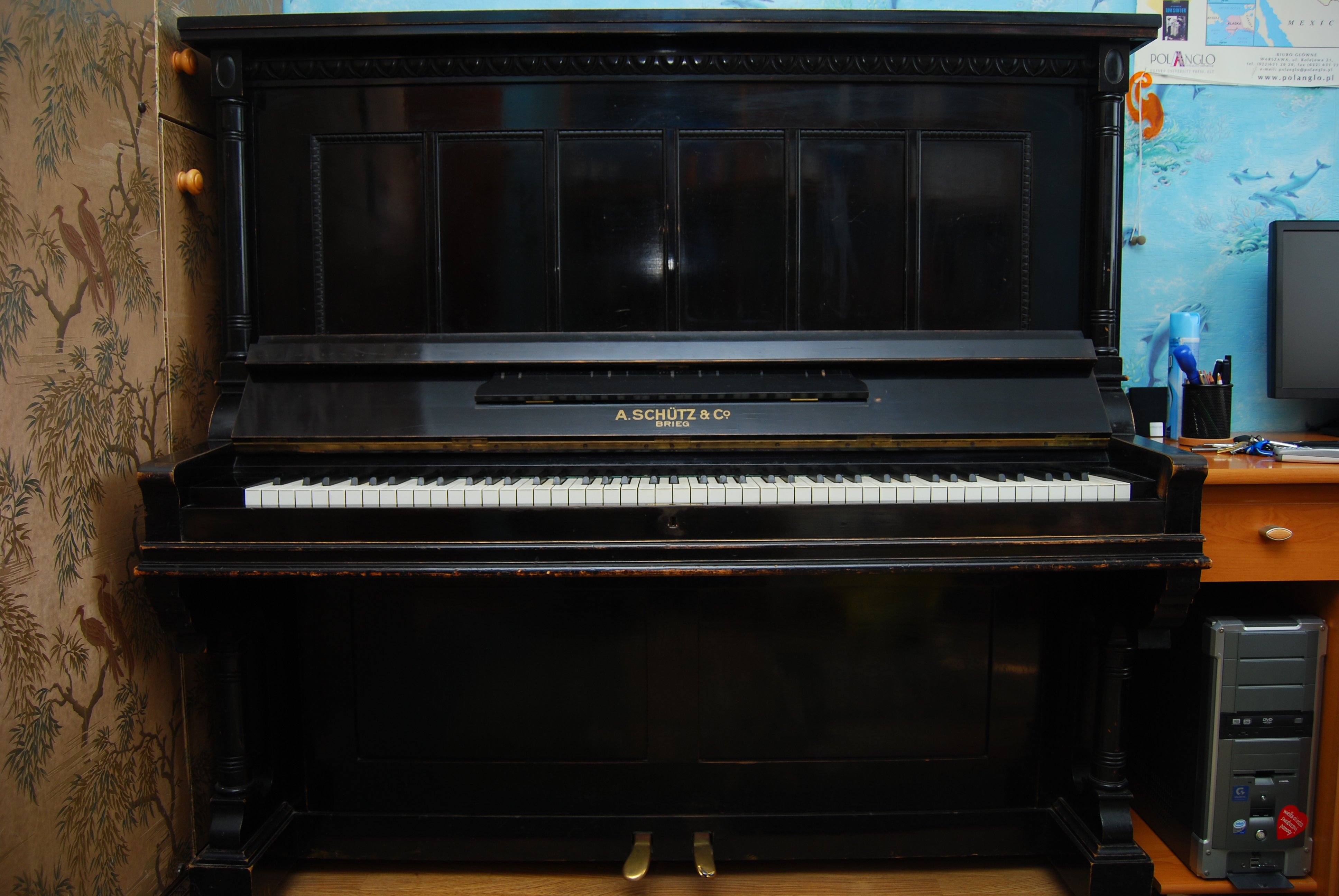
Піаніно фірми A. Schütz & Co. Brieg, 1870
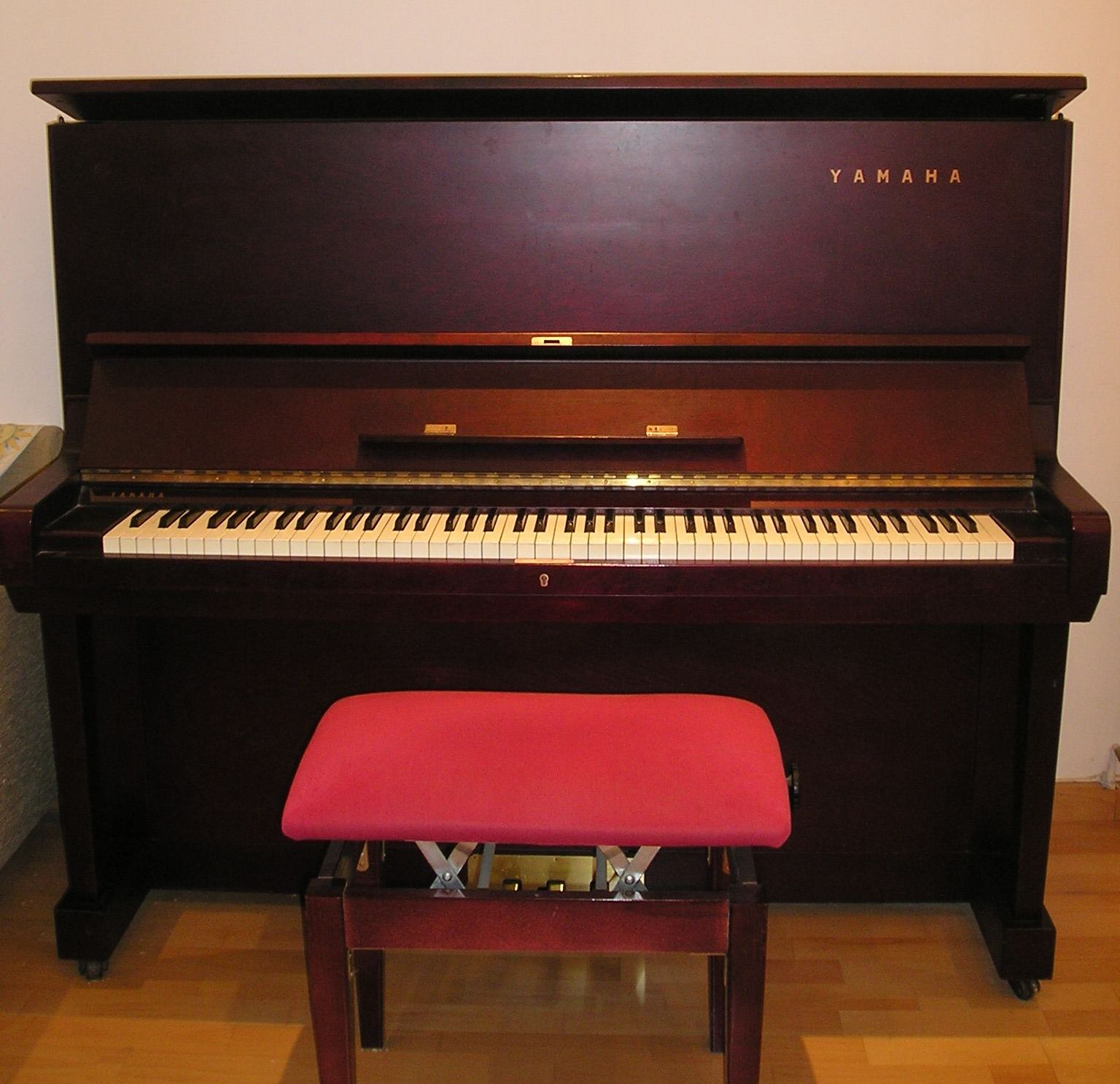
Сучасне піаніно фірми Yamaha
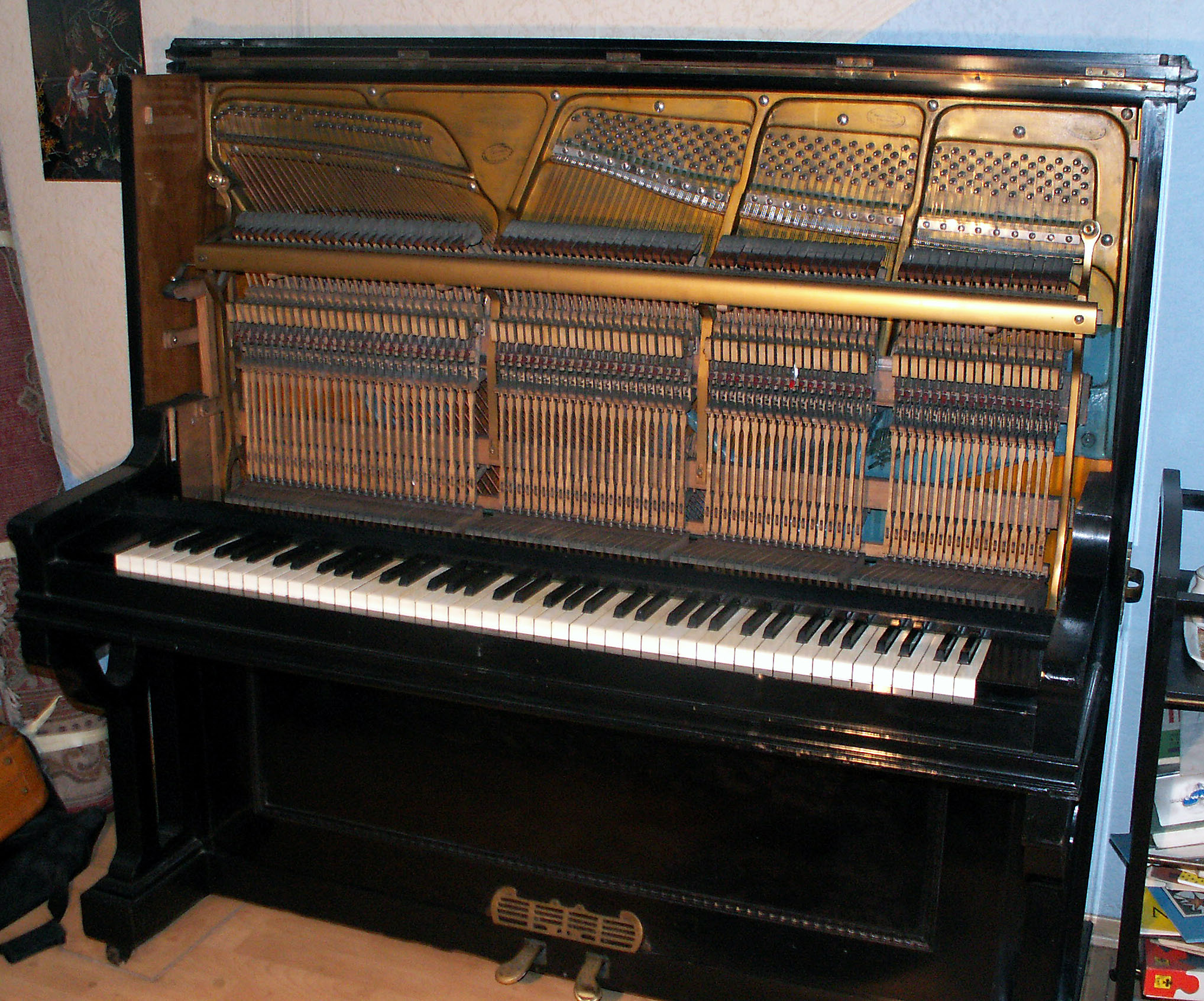
Піаніно з відкритим механізмом
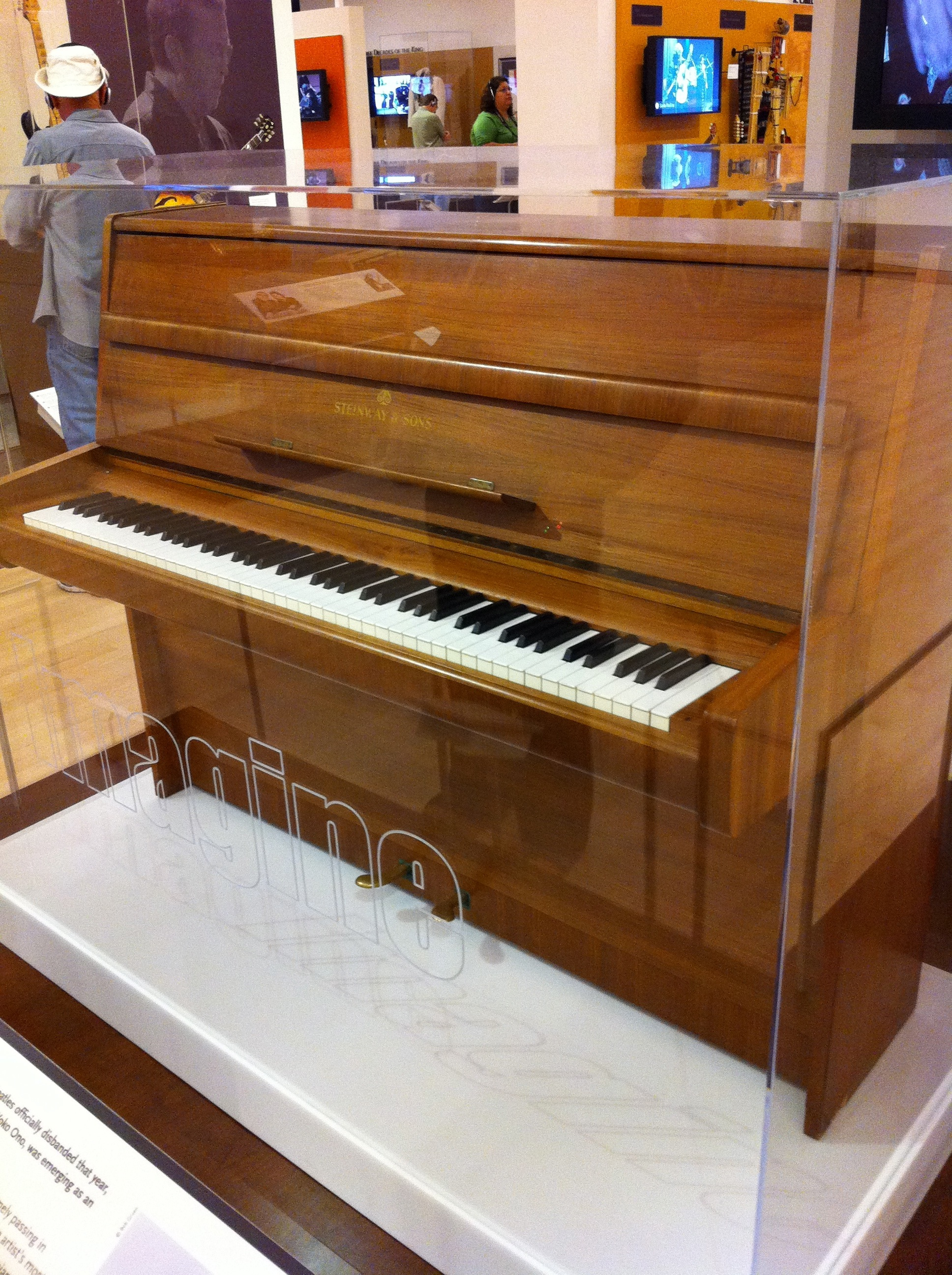
Піаніно Джона Леннона фірми Stainway

## Вуличне піаніно
Приблизно з кінця XX століття в європейських містах з'явилася традиція «вуличних піаніно» (англ. street piano) — піаніно, які ставлять посеред вулиць і площ, аби на них міг зіграти кожен охочий. В останні роки популярність вуличних піаніно значною мірою завдячує ініціативі британського художника Люка Джеррема (Luke Jerram), який у 2008 році встановив посеред вулиці піаніно із надписом «Play Me, I'm Yours» (англ. "Зіграй, я твоє"), заохочуючи таким чином мешканців та гостей міста зіграти на ньому. До 2014 року близько 1200 подібних піаніно з'явилися на вулицях 43 міст США, Європи, Австралії, а також в Ханчжоу (Китай).
В Україні вуличне піаніно вперше з'явилося у Львові 21 червня 2013 року з нагоди Дня Міжнародного дня Музики інструмент подарував місту музикант Маркіян Мацех
У часи Євромайдану вуличні піаніно з'явилися і в центрі Києва на територіях, контрольованих протестувальниками. Так, 7 грудня піаніно, пофарбоване в кольори українського та європейського прапорів, з'являлося перед кордоном міліції біля адміністрації Президента Пізніше це піаніно було евакуйовано до будівлі КМДА. Згодом інструментів в центрі Києва стало декілька, одне з них було на барикадах на вулиці Грушевського.
Музикування на піаніно набуло неабиякої популярності в середовищі протестувальників. Незабаром піаніно, пофарбовані у кольори українського та європейського прапорів з'явилися і на вулицях інших українських міст, де проходили протестні акції, зокрема у Дніпропетровську (сучасна назва Дніпро), Житомирі. 26 липня 2015 року ініціативу підхопив Мінськ, причому на відміну від інших європейських міст, де використовувалося саме піаніно, в Мінську було поставлено рояль. 

вуличне піаніно
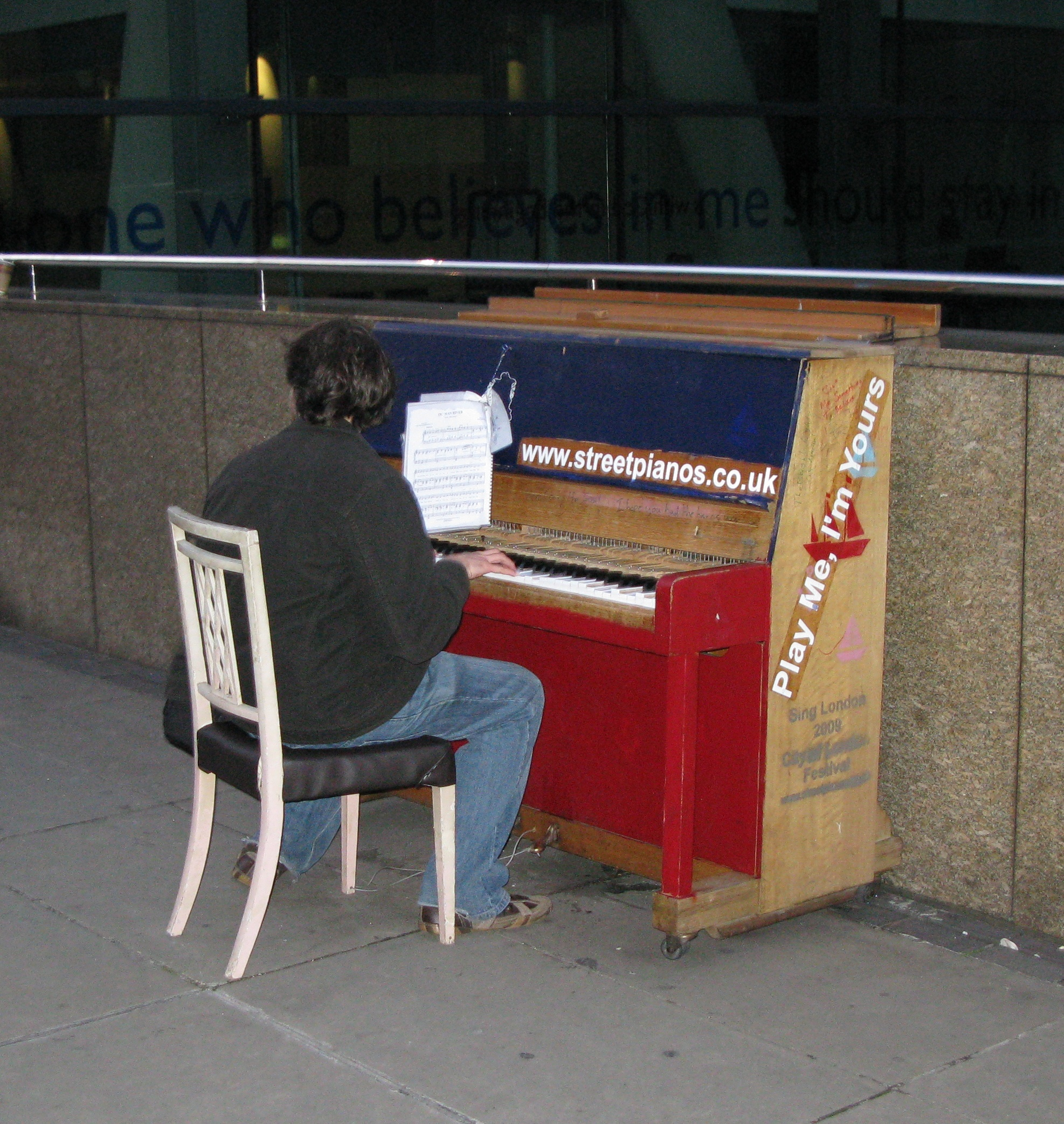
Піаніно із серії Play Me, I'm Yours в Лондоні
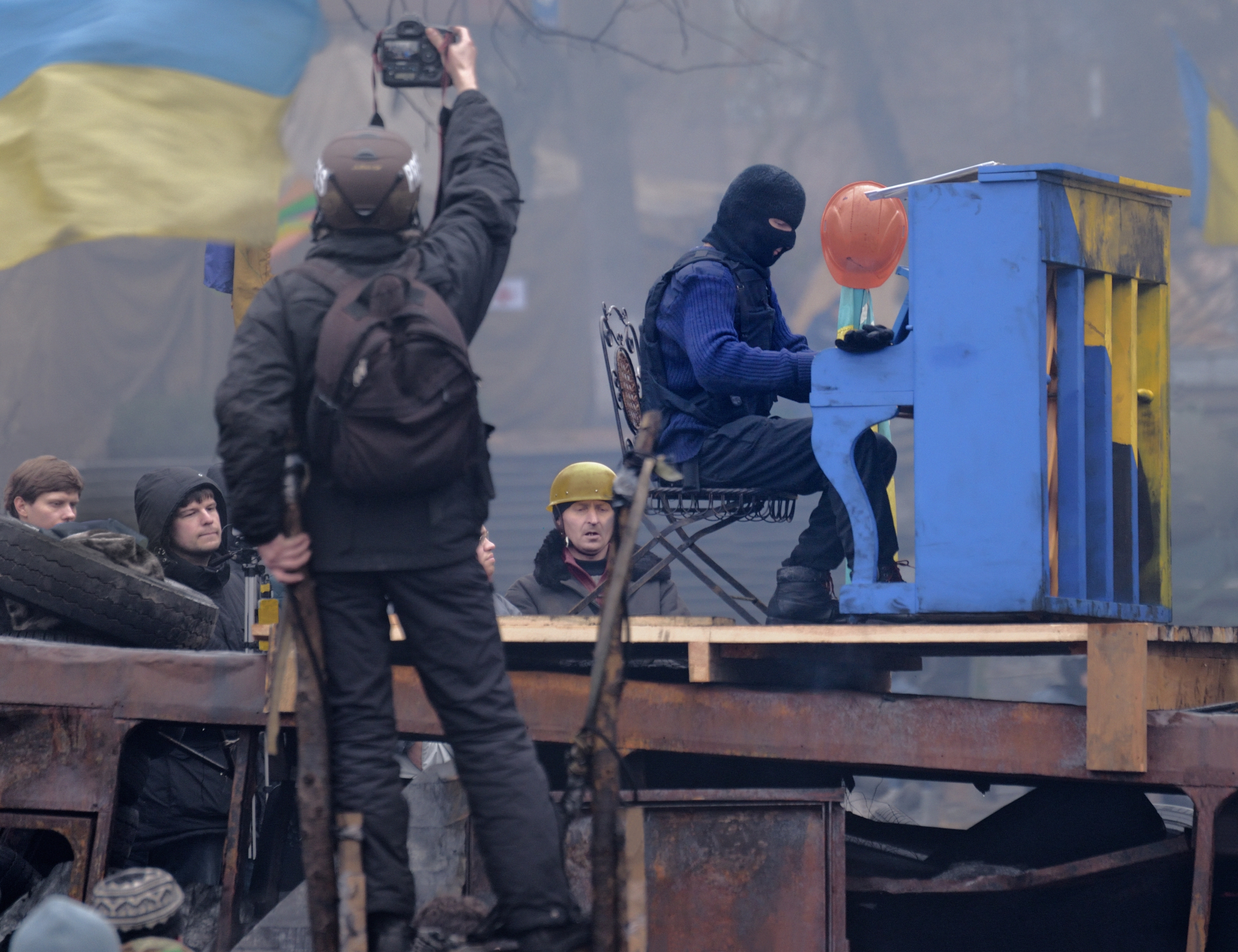
Піаніно на даху спаленого автобуса на барикаді на вул. Грушевського, лютий 2014.
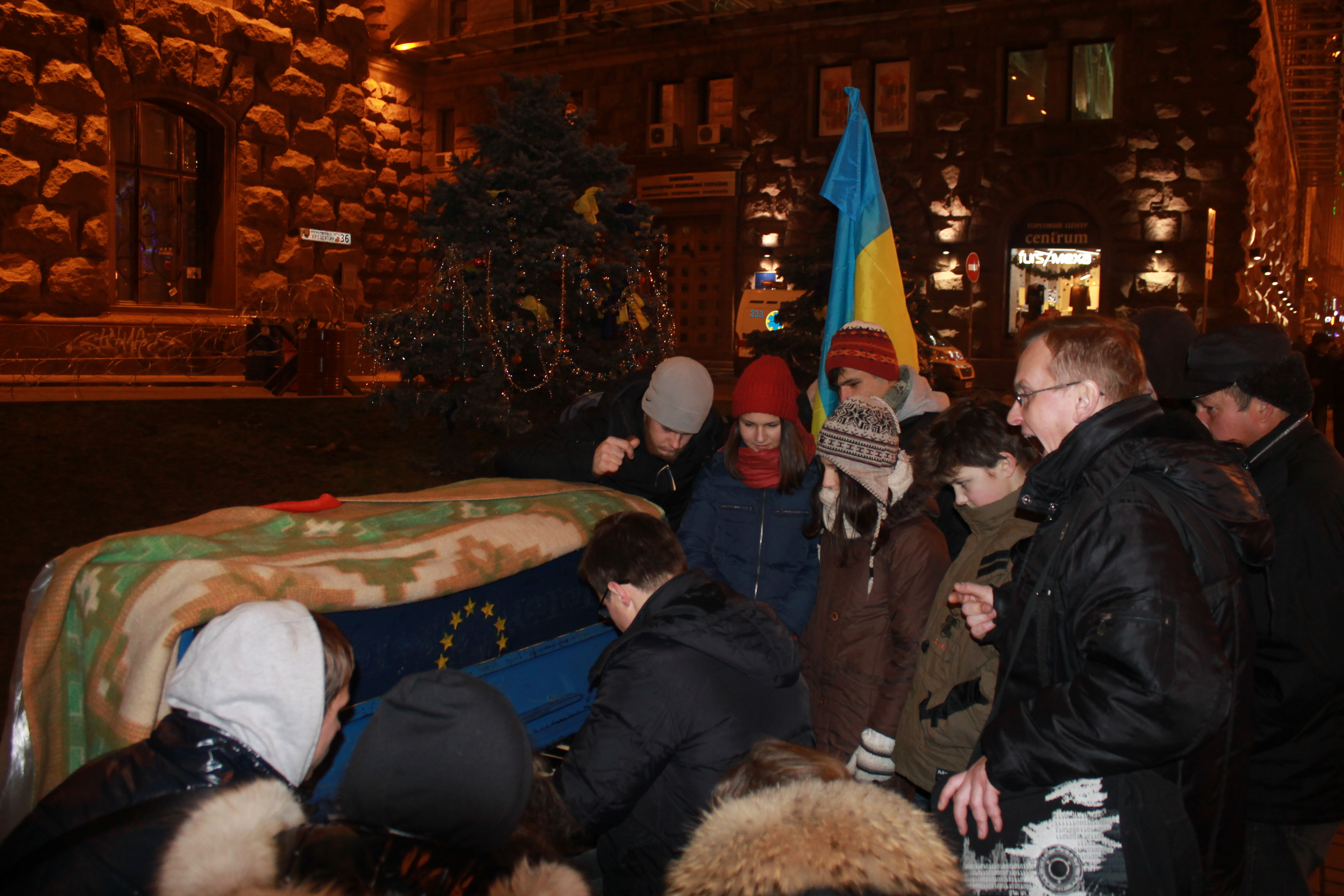
Музикування на піаніно біля КМДА в морозну погоду 28 грудня 2013
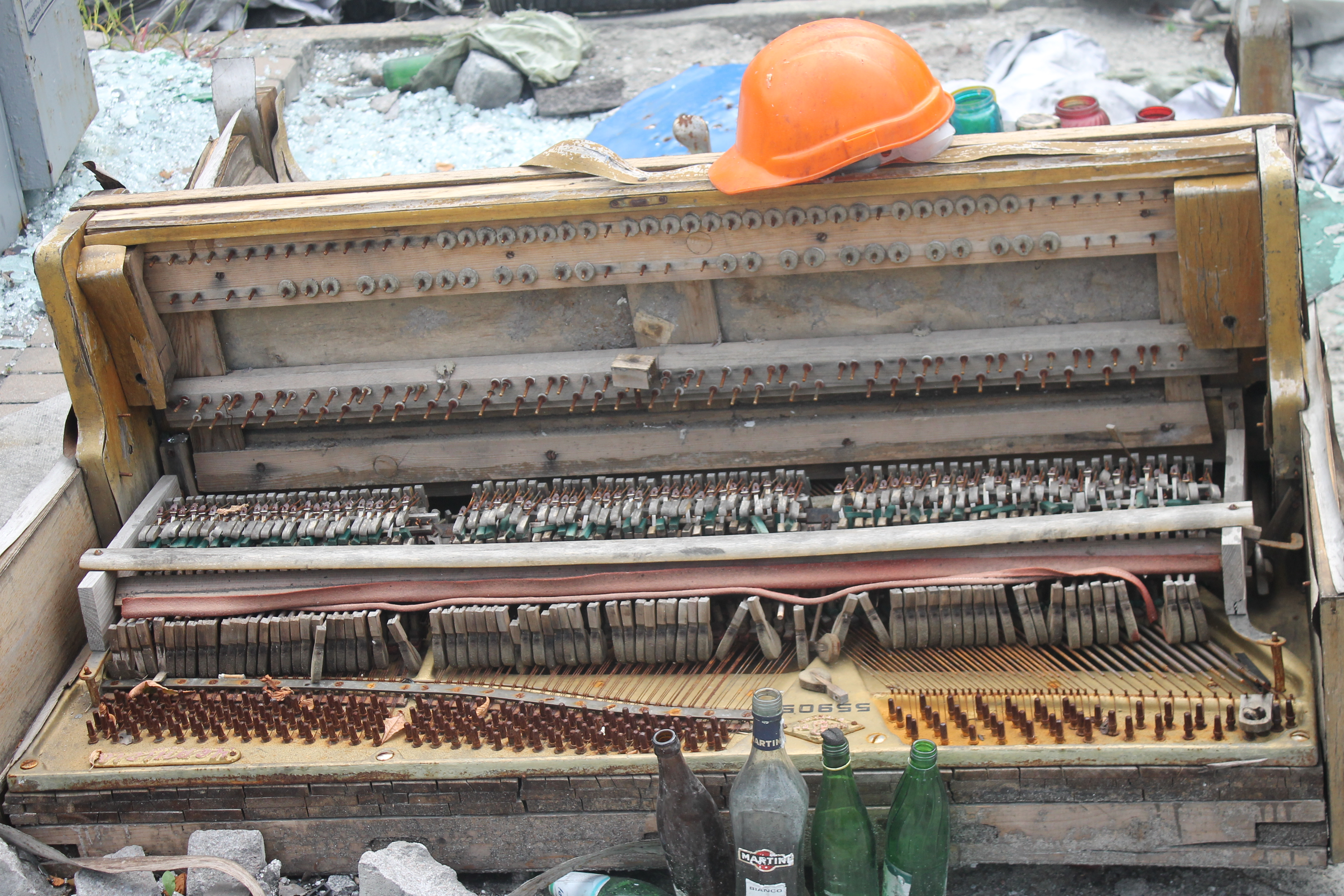
Піаніно, пошкоджене в ході боїв на вул. Інститутській, а також посуд для коктейлів Молотова та шолом бійця самооборони Майдану